# Schizopelma bicarinatum
Schizopelma bicarinatum là một loài nhện trong họ Theraphosidae.
Loài này thuộc chi Schizopelma. Schizopelma bicarinatum được Frederick Octavius Pickard-Cambridge miêu tả năm 1897.